# 倉内公嘉

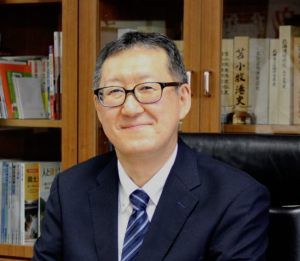
北海道開発局長時に公表された肖像写真

倉内 公嘉（くらうち きみよし、1962年 - ）は、日本の国土交通技官。国土交通省大臣官房審議官を経て、国土交通省北海道開発局長。土木学会建設マネジメント委員会表彰論文賞及び優秀講演賞受賞。

## 人物・経歴
1984年室蘭工業大学工学部土木工学科卒業。1986年室蘭工業大学大学院工学研究科土木工学専攻修士課程修了、北海道開発庁入庁。
2011年論文「公共工事入札における住民参加の可能性に関する研究」で土木学会建設マネジメント委員会表彰論文賞を受賞するとともに、講演「総合評価方式における技術提案の審査方法に関する研究」で同優秀講演賞受賞。
近畿地方整備局福井河川国道事務所長や、北海道開発局小樽開発建設部次長、北海道開発局札幌開発建設部札幌道路事務所長、北海道開発局工事管理課長等を経て、2016年北海道開発局小樽開発建設部長。2017年土木学会理事。
2018年北海道開発局建設部長。2019年国土交通省大臣官房審議官（北海道局担当）。2020年北海道開発局長。2021年北海道開発技術センター顧問。2022年北海道開発技術センター理事長。